# リッツ・ロンドン
リッツ・ロンドン（The Ritz London）は、イギリス・ロンドンのピカデリー通りに建つ高級ホテルである。

## 概要
ロンドンのみならず、イギリスを代表する超高級ホテルのひとつであり、ザ・ゴーリング・ホテルと並びイギリス王室によるロイヤル・ワラントを受けているホテルであることでも知られる（リッツ・ロンドンが受けているのは、プリンス・オブ・ウェールズのワラント。ザ・ゴーリングはエリザベス女王のワラント）。
ミシュランの評価も最高の赤パビリオン5。世界で最もドレスコードが厳しいホテルとしても有名。朝食時のレストラン以外の館内は男性客はジャケットとネクタイ、革靴、女性もサンダル以外の靴の着用が義務付けられている。
開業以来100年以上の歴史を持ち、エドワード7世やエリザベス2世、チャールズ3世、ウィリアム王子などをはじめとする歴代のイギリス王室メンバーから、ウィンストン・チャーチルやシャルル・ド・ゴール、マーガレット・サッチャーなどの政府首脳、バジル・ザハロフやアリストテレス・オナシスとジャクリーン夫妻などの大富豪、チャールズ・チャップリンやソフィア・ローレン、ノエル・カワードやローリング・ストーンズの各メンバーなど、開業当初から現在に至るまで、王侯貴族や各界の著名人が利用することでも知られる。

## 歴史

### 開業

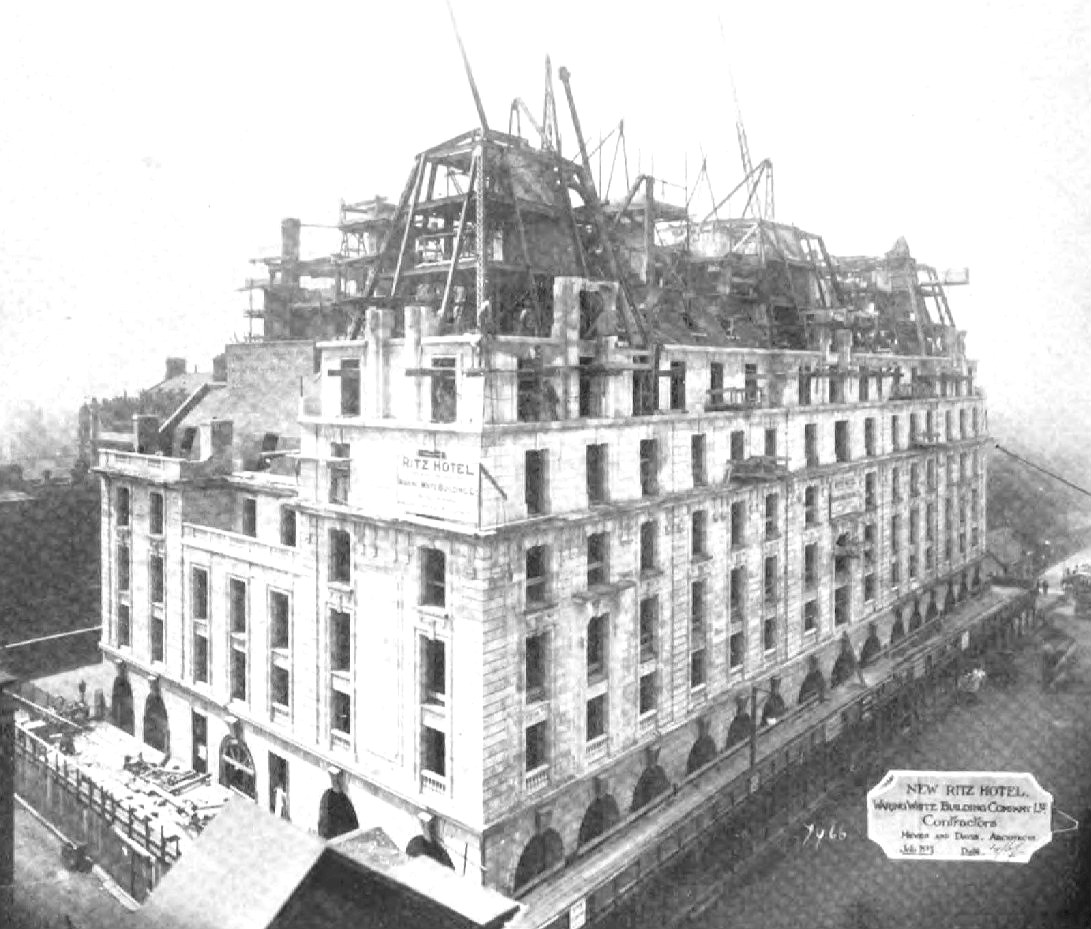
建設中のリッツ

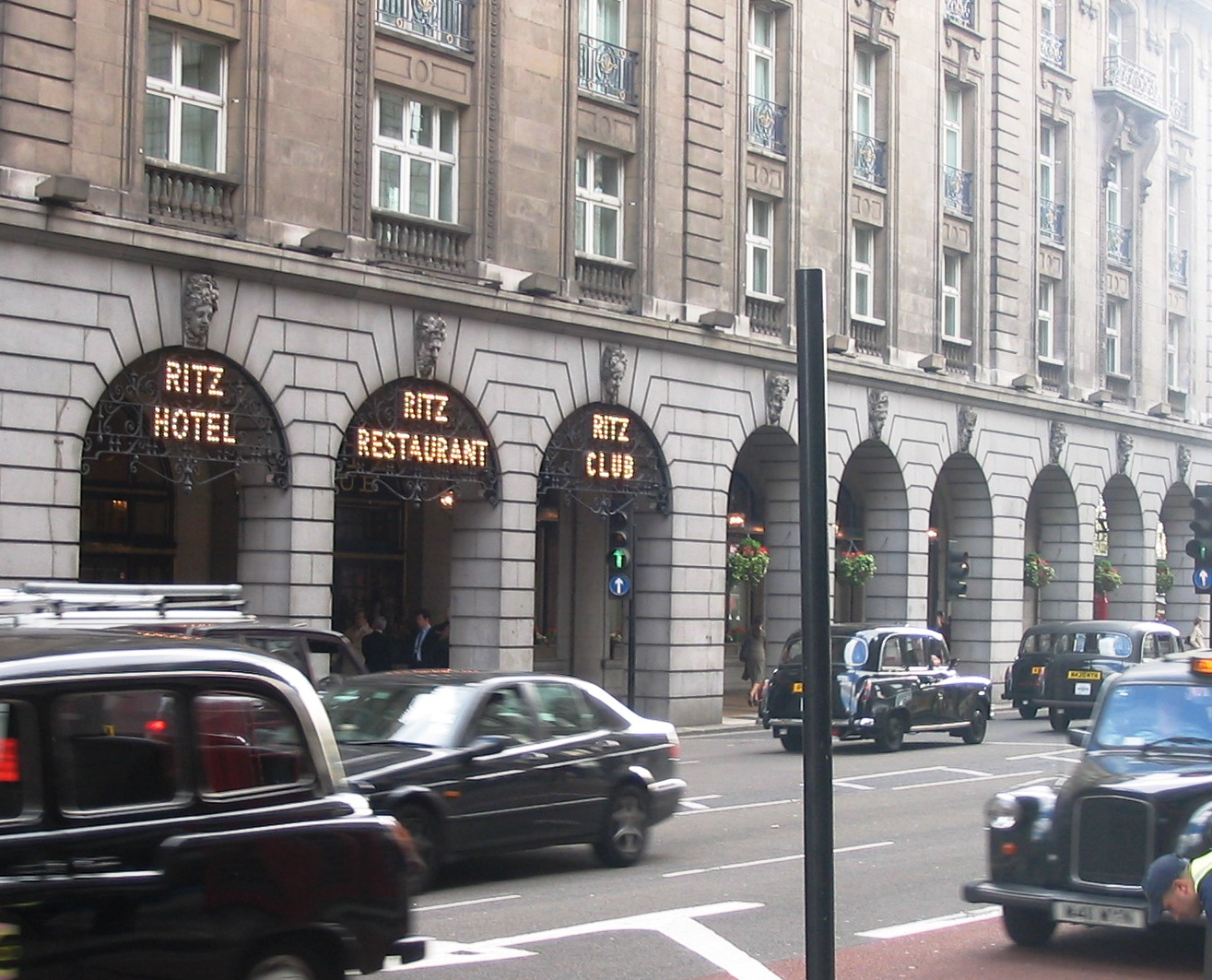
ピカデリー通りから見たリッツ

「ホテル王」と呼ばれたスイス人のセザール・リッツの指揮の下、8年前にリッツによって建てられたパリの「リッツ・ホテル」と同じく、シャルル・ミューズとアーサー・デイヴィスの建築により、ロンドン市内中心部のピカデリー沿い、グリーン・パーク脇に建てられ、1906年5月24日に開業した。
所々に金箔があしらわれたルイ16世調の内外装を持ち、ホテルとしては世界で初めて全客室に電話が装備されるほか、エレベーターや冷暖房が完備されるなど、開業当時としては最新の手法を用いて建設された。また開業後暫くの間は、リッツのビジネスパートナーであったフランス人シェフ、オーギュスト・エスコフィエがレストランの指揮を執っていた。

### 二つの大戦
開業後よりイギリスの貴族や大富豪などの上流階級、及びイギリスに訪れる上流階級が好んで訪れるホテルとして知られるようになった。エドワード8世をはじめとする王族、貴族や上流階級人士がホテル内で頻繁にパーティーを開くほか、デビッド・ロイド・ジョージ首相と「死の商人」として知られた武器商人のバジル・ザハロフが頻繁に秘密会合を行っていた事が当時の新聞や雑誌で取り上げられた。
第二次世界大戦中には、ドイツやイタリアの占領下に置かれたヨーロッパ諸国から避難、または亡命してきた各国の王族の避難先として頻繁に使用され、オランダのウィルヘルミナ女王やデンマークのクリスチャン10世国王などが滞在したほか、共産主義革命を受けて戦後も亡命生活を余儀なくされたアルバニアのゾグー1世が亡命時の住処として居住していた。

### 現在
第二次世界大戦後も戦前と変わらず王族やアーガー・ハーン4世やジャン・ポール・ゲティなどの上流階級、著名人に愛用さ続けているほか、「ノッティングヒルの恋人」などの映画の舞台としても取り上げられている。
なお開業後数度に渡りオーナーが代わり、その度に客室やレストランなどの設備の充実が図られた。第二次世界大戦後は約30年間にわたりブレイスウェル・スミス一族によって所有され、その後1970年代にトラファルガー・ハウスに売却され、1995年10月に現在の所有者である投資会社「エレルマン・インベストメンツ」が8年間と4,000万ポンドをかけて改装を行い、設備の充実と近代化を行った。
2002年11月にはチャールズ3世（当時王太子）の誕生パーティーがホテル内で開催され、両親であるエリザベス2世女王とエディンバラ公が臨席した。同年にはチャールズ王太子よりロイヤル・ワラント（御用達指名）を受けた。

## サービス

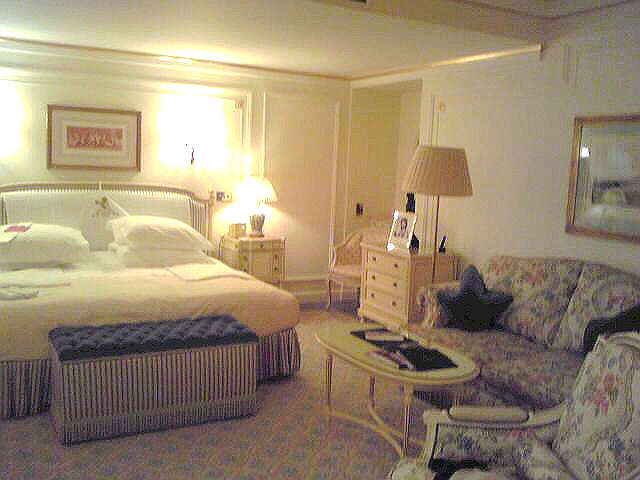
ジュニア・スイート・ルームのベッドエリア

豪奢な内装や136部屋と小規模ながら充実した設備、さらに宿泊客数に対してポーターやコンシェルジュ、ドアマンをはじめとするスタッフの数が多いなど、そのサービスは内外から高い評価を受けており、英国政府観光庁の品質評価格付けで5つ星の認定を受けている。また、国際的なホテル協会である、リーディングホテルズ・オブ・ザ・ワールド（LHW）に加盟している。
バンケットとケータリング（出前）サービスにおいてはチャールズ王太子のロイヤル・ワラントを受けており、レストランのジャムや客室に置かれるミネラルウォーターなどは、ロイヤル・ワラントを下賜しているチャールズが1990年に創設したオーガニック食品ブランド、「ダッチー・オリジナル」の製品が多く使用されている。
ホテル内の雰囲気を保つため、ロンドン市内のホテルでは唯一ドレスコードがあり、宿泊客、非宿泊客を問わず、ホテル内にジーンズや短パン、スニーカーやサンダルで入場することはできない。また、レストランやバーには午前11時以降、すなわち朝食時以外には、宿泊客、非宿泊客を問わず男性にはジャケット（上着）とネクタイ、革靴（スニーカーは除く）の着用が求められており、これを着用していない客の入場は断られる。実際に、ジーンズを着用してレストランに来ようとしたミック・ジャガーが入店を断られたことでも有名になった。

## 施設

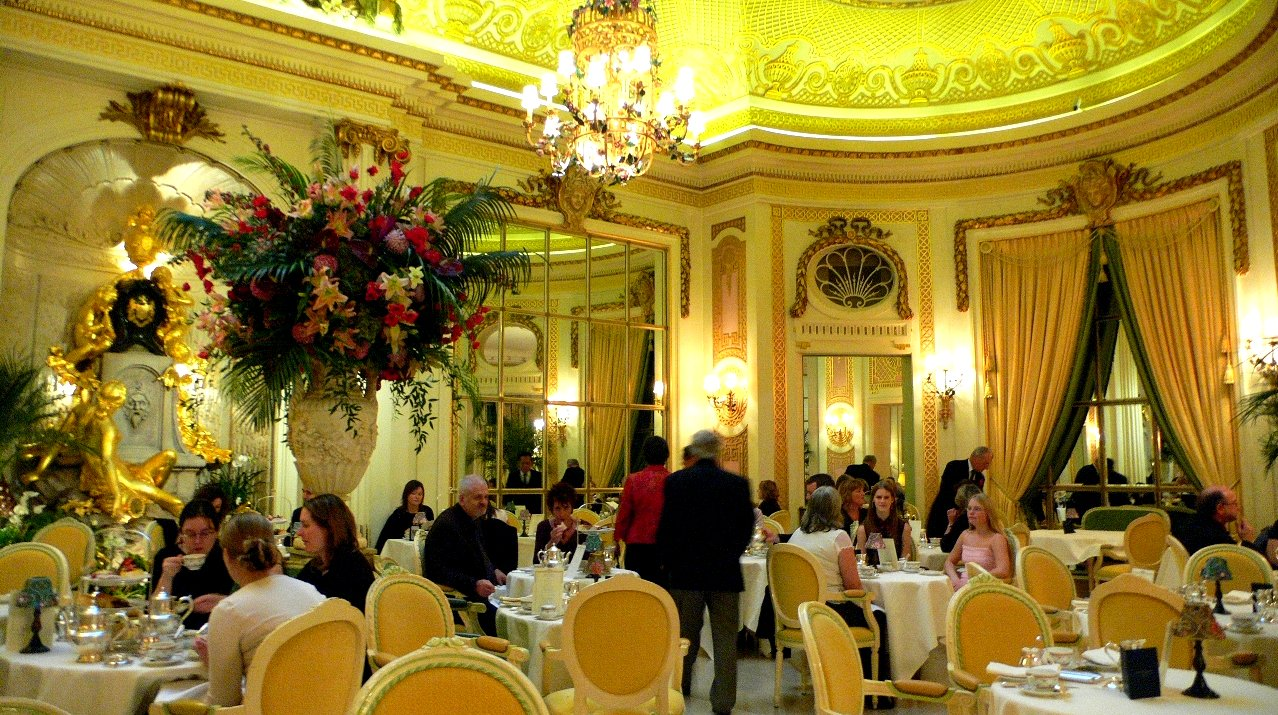
パーム・コート（2003年）

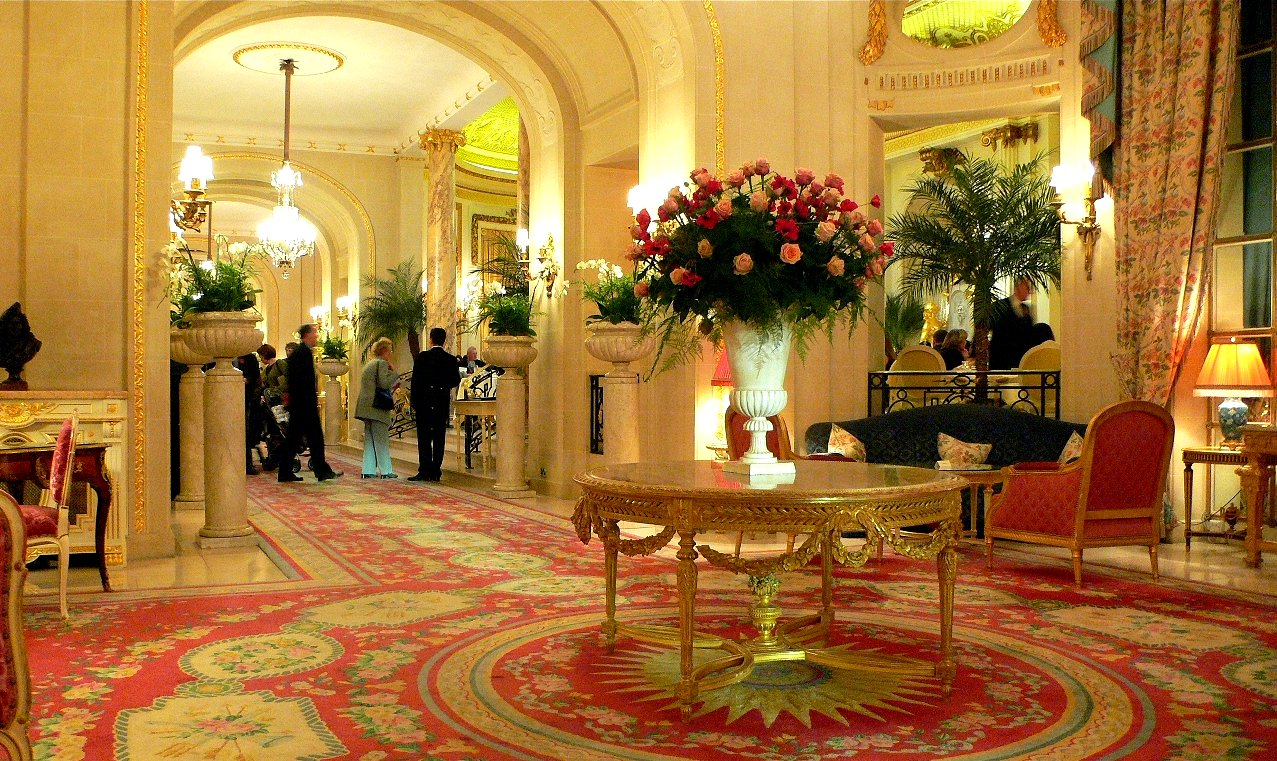
リッツ・ロンドンの1階（2003年）

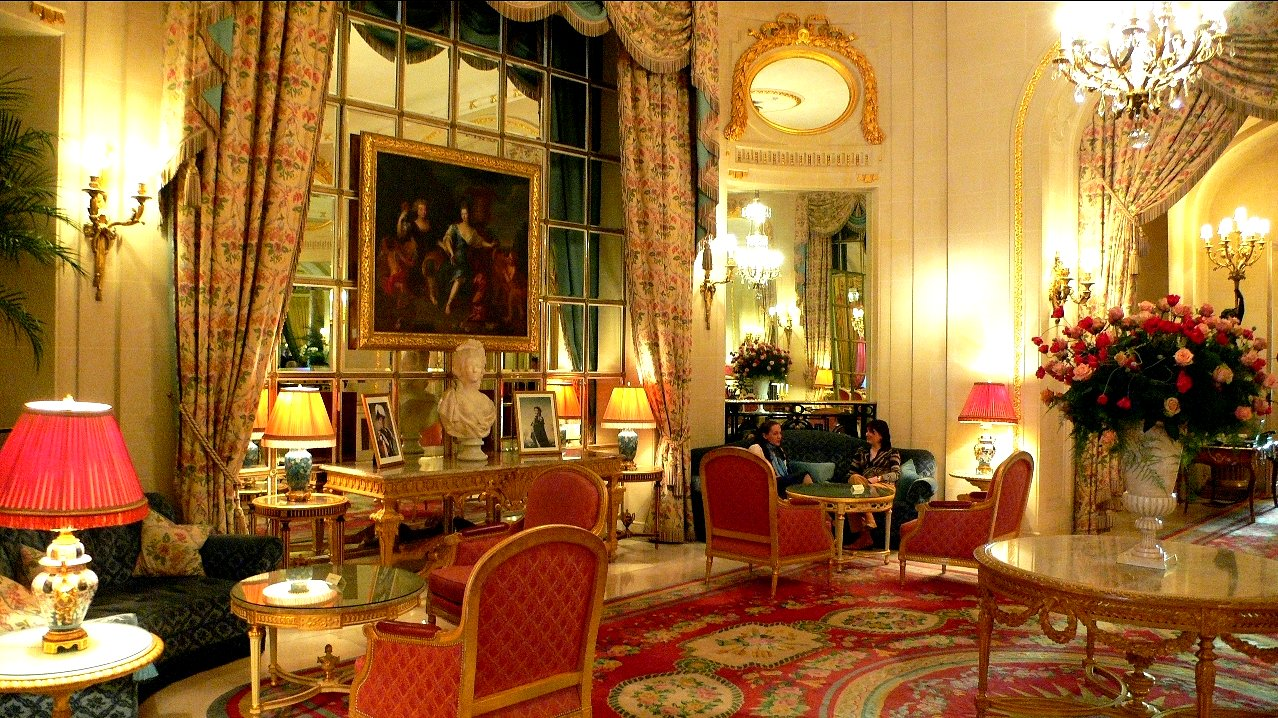
ロングギャラリー

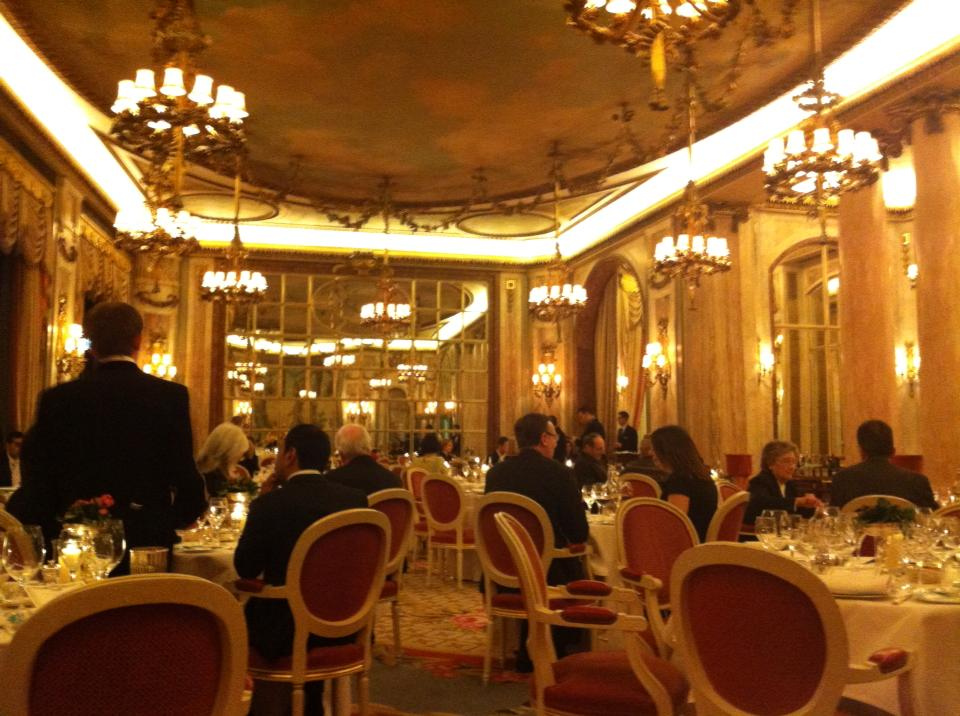
レストラン（2013年）

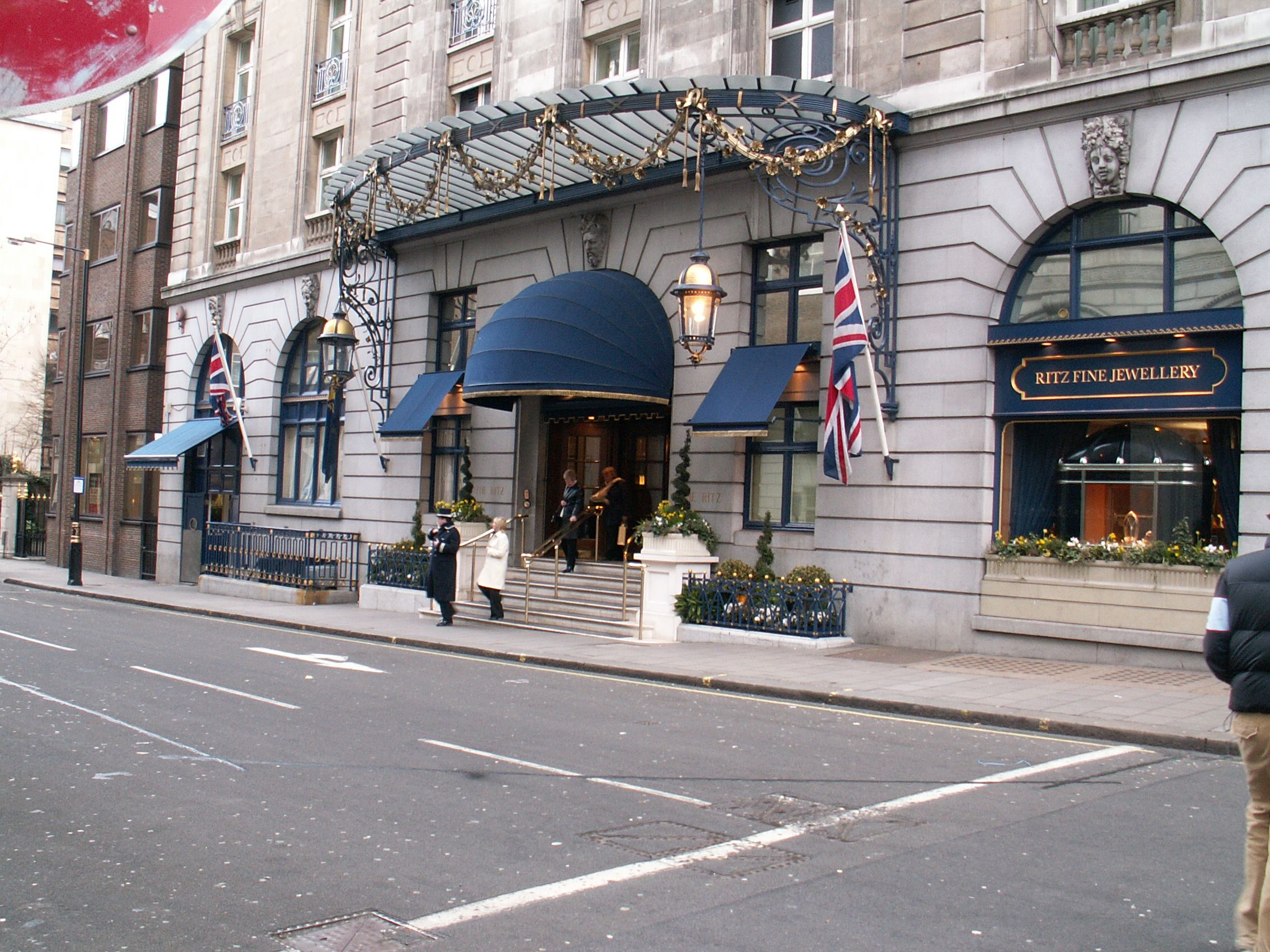
アーリントン通り沿いの入口とリッツ・ファイン・ジュエリー（右）

### レストラン
- リッツ・レストラン（2017ミシュラン英国版で、初の1っ星獲得、英国料理）
- パーム・コート
- リヴォリ・バー

アフタヌーンティー
「パーム・コート」は、アフタヌーンティーを楽しめることで知られる。人気のため、非宿泊客の場合、週末は12週間以上前からの予約が推奨されている。ドレスコートあり。

### バンケットルーム
各種パーティーや会議など、様々な用途に対応する6つのバンケットルームが用意されている。
- マリー・アントワネット・スイート
- バーリントン・ルーム
- ウィリアム・ケント・ルーム
- クイーン・エリザベス・ルーム
- ウィンボーン・ルーム
- ミュージック・ルーム

### 会員制カジノクラブ
- リッツ・クラブ・カジノ（会員と宿泊者のみ利用可能。宿泊者には宿泊期間の会員権が与えられる[1]）

### 宝石店
- リッツ・ファイン・ジュエリー

### その他
- フィットネス・ジム
- リフレクソロジー・サロン
- 美容室

## アクセス
ロンドン中心部のピカデリー沿いで、グリーン・パークに面して立つ。また、ロンドン地下鉄のピカデリー線やジュビリー線、ヴィクトリア線の3線が乗り入れるグリーン・パーク駅の入り口からは徒歩1分の距離で、ボンド・ストリートやジャーミン・ストリート、オックスフォード・ストリートにも徒歩数分の位置にある。

### 送迎サービス
ホテルのカラーである「リッツ・ブルー」に塗られたロールス・ロイス・ファントムでの、ヒースロー国際空港もしくはガトウィック空港との間の有償送迎サービスが用意されている。

## 舞台となった映画
- 『モナリザ』
- 『ノッティングヒルの恋人』 （1999年）
- 『ロイヤル・ナイト 英国王女の秘密の外出』（2015年）